# Kartofler (kort version)
 For alternative betydninger, se Kartofler (flertydig). (Se også artikler, som begynder med Kartofler)
Kartofler (kort version) er en film instrueret af Ole Palsbo efter manuskript af Ole Palsbo.

## Handling
Kartoflens historie, fra den blev indført til nu, hvor den er lige uundværlig i industrien som på middagsbordet.